# نیکلای کووال
نیکلای کووال (انگلیسی: Nicolae Coval؛ زاده ۱۹ دسامبر ۱۹۰۴ – درگذشته ۱۵ ژانویهٔ ۱۹۷۰) سیاستمدار اهل مولداوی بود.
نیکلای کووال در ۱۵ ژانویه ۱۹۷۰، در سن ۶۵ سالگی درگذشت. وی همچنین برندهٔ جوایزی همچون نشان لنین و نشان پرچم سرخ کار شده‌است.